# Fahrzeugüberführung
Unter dem Begriff der Fahrzeugüberführung versteht man den Transport eines Fahrzeugs von einem Ort zu einem Anderen. Dabei wird unterschieden zwischen der Fahrzeugüberführung auf eigener und auf fremder Achse.

## Allgemeines
Bei einer Fahrzeugüberführung wird ein Kraftfahrzeug von einem Ort zu einem Anderen verlegt. Sender und Empfänger können dabei variieren. Fahrzeugüberführungen finden im Bereich von Kundenzustellungen, Ein- und Aussteuerungen von Mietfahrzeugen oder Rückholungen aus dem Ausland statt. Die Fahrzeuge werden beispielsweise von einem Gebrauchtwagenhändler zu dem jeweiligen Autokäufer oder von einer Werkstatt zum Kunden überführt.
Weshalb Fahrzeuge überführt werden, kann sich im Einzelfall unterscheiden. Gründe einer Fahrzeugüberführung können ein Unfallschaden sein, wodurch das Fahrzeug nicht mehr auf eigener Achse überführt werden kann, oder die Zeitersparnis des Auftraggebers aufgrund des ausgelagerten Transports des Fahrzeugs.
Es können jegliche Arten von Kraftfahrzeugen überführt werden. Neben Personenkraftwagen werden auch Kleintransporter, Lastkraftwagen, Busse oder Sonderfahrzeuge wie z. B. Wohnmobile überführt.

## Methoden der Fahrzeugüberführung
Grundsätzlich können zwei Varianten der Fahrzeugüberführung unterschieden werden. Mit welcher Methode das Fahrzeug überführt wird, ist einerseits abhängig von den Vorstellungen und Anforderungen des Auftraggebers, andererseits von der Betriebstüchtigkeit des Fahrzeugs oder der zurückzulegenden Strecke. Es wird unterschieden zwischen dem Transport auf eigener und auf fremder Achse.

### Transport auf eigener Achse
Bei der Überführung auf eigener Achse wird das jeweilige Fahrzeug von einem Überführungsfahrer selbst vom Auftraggeber zum Kunden gefahren. Voraussetzung dafür ist eine gültige KfZ-Zulassung und ein entsprechendes Kennzeichen. Ist das Fahrzeug nicht mehr angemeldet, muss für den Fahrzeugtransport ein sogenanntes Überführungskennzeichen beantragt werden. Es gibt Unternehmen, die sich genau auf diese Fahrzeugüberführungen spezialisiert haben und eigene Fahrer einsetzen, die den gesamten Prozess der Überführung übernehmen. In den meisten Fällen bieten jene Unternehmen auch Überführungen mit roten Überführungskennzeichen an, um Fahrzeuge, welche bereits abgemeldet sind, zu überführen.

### Transport auf fremder Achse
Handelt es sich bei dem zu überführenden Fahrzeug um ein Unfallauto, welches nicht mehr fahrtauglich ist, oder soll der Kilometerstand nicht erhöht werden, wird das jeweilige Fahrzeug auf fremder Achse überführt. Außerdem kann ein Transport auf Fremdachse wirtschaftlich sinnvoller sein, wenn der Wert des Fahrzeugs sehr hoch ist oder der Wertverlust durch die auf Eigenachse gefahrenen Kilometern die Transportkosten übersteigt. Außerdem werden Elektroautos bei Überführungen auf längeren Strecken in den meisten Fällen auf fremder Achse transportiert. Dazu wird das Überführungsfahrzeug auf einem Autoanhänger, Sattelschlepper oder dem Abschleppfahrzeug eines Abschleppdienstes transportiert. Weitere Gründe für den Transport können z. B. Motorschaden, sonstige Betriebsstörungen oder Huckepackverkehr sein.

## Berufsbild Überführungsfahrer
Die primäre Aufgabe eines Überführungsfahrers ist der Transport eines Kraftfahrzeuges von einem Ort zu einem Anderen. Das Fahrzeug kann dabei entweder auf eigener oder auf fremder Achse überführt werden.
Ein weiterer Aufgabenbereich ist die Protokollierung des Zustandes der zu überführenden Kraftfahrzeuge bei der Übergabe. Dies kann elektronisch oder in Papierform geschehen. Bestandteile des Protokolls sind u. a. der Kilometerstand, die Tankfüllung, eventuelle Schäden im Außen- oder Innenbereich oder die Sauberkeit des Fahrzeugs. Insbesondere der Vermerk von Mängeln oder Schäden am Fahrzeug ist unerlässlich. Nur so kann ausgeschlossen werden, dass der Überführungsfahrer nicht für bereits bestehende Mängel verantwortlich gemacht werden kann.
Zusätzlich ist der Überführungsfahrer für die eigenständige Tourenplanung verantwortlich. In diesem Zusammenhang wird zwischen Einzel- oder Kombinationstouren unterschieden. Bei Einzelfahrten überführt der Fahrer eine Strecke ein Fahrzeug vom Auftraggeber zum Kunden und fährt die zweite Strecke mit den öffentlichen Verkehrsmitteln. Bei Kombinationstouren werden mindestens 2 Kraftfahrzeuge überführt. Bei dieser Art von Überführung muss der Fahrer die Strecken zwischen dem Zielort der ersten Überführung und dem Startpunkt der zweiten Überführung meist mit öffentlichen Verkehrsmitteln zurücklegen. Je nach Unternehmen für Fahrzeugtransporte wird diese Tourenplanung unterschiedlich geregelt: von detaillierten Zeitangaben mit genau festgelegten Startzeitpunkten bis hin zu individuell planbaren Touren.
Eine Anforderung an Überführungsfahrer ist damit eine selbstständige Arbeitsweise und das technische Verständnis im Umgang mit mobilen Endgeräten oder Navigationsgeräten.